# Postverwaltung
Als Postverwaltungen wurden bei der Preußischen Post von 1821 bis Ende 1875 eingerichtete Dienststellen bezeichnet, die hinsichtlich des Kassen- und Rechnungswesens nicht selbständig, also ohne eigenen Haushalt (Etat) waren, sondern einem Postamt zugeteilt waren. Sie galten als Zweigpostanstalten und legten deshalb auch nicht selbständig Rechnung ab.
Bei der Neuregelung des preußischen Postwesens 1850 (Einrichtung der Oberpostdirektionen usw.) verschwand die Bezeichnung »Postverwaltung« wieder. 
Mit Gründung der Reichspost 1871 wurde sie erneut eingeführt und den Postexpeditionen I. Klasse beigelegt.
Endgültig verschwand der Begriff jedoch durch die Umbenennung der Postverwaltungen in Postämter II. Klasse im Rahmen der Vereinigung von Post und Telegraphie am 1. Januar 1876.